# 每点击付费
每次點擊付費（Pay per click / PPC，也稱作 Cost Per Click / CPC）是一種網路廣告的收費計算形式，廣泛用在搜尋引擎、廣告網路、以及網站或部落格等網路廣告平台。規則是只有當使用者實際上點擊廣告以拜訪廣告主的網站時，廣告主才需要支付廣告費用。廣告主可以競標他們認定的目標市場對象在尋找某一種類的產品或者服務時，可能會在搜尋時輸入的關鍵字。當使用者鍵入關鍵字查詢與廣告主的列表匹配、或者檢視某相關內容的網頁，該廣告主投放的廣告就會顯示。該連結被稱為「贊助連結」或者「贊助廣告」。它通常出現於搜尋結果頁面的側欄（有時位於其上），或者網頁開發人員選擇的任何位置。
點擊付費廣告也可能會在內容聯播網站出現。這個情況下，廣告網路像Google Adsense與Yahoo! Publisher Network會嘗試提供與該頁該廣告應出現位置週遭內容相關的廣告，因此不需要搜尋功能插手。
儘管做廣告投放的公司有很多，但是Google AdWords、雅虎搜尋行銷、與微軟adCenter是截至2007年為止三家最大的網路操作者。根據搜尋引擎不同，最低價以美金 1 分到 50 分起標。在流行的搜尋引擎裡相當熱門的名詞會比較貴。這種廣告模式的爭議點是它為點擊欺詐開啟了濫用的一道門，不過 Google 與其它搜尋引擎已開發了人工智慧系統來防止這種狀況。

## 分類
PPC引擎可以被分類為兩種主要的類別：「關鍵字」或者者贊助者匹配、以及「內容匹配」。贊助者匹配顯示您的關鍵字列表於搜尋引擎網站本身，而有內容匹配功能的廣告顯示在出版者網站、商務通訊、以及電子郵件上。
也有其他種型態的PPC引擎处理各種不同的產品與服務。搜尋引擎公司也許會歸類到超過一種不同的類別。更多種的商業模式正繼續發展中。點擊付費計畫本身並不單獨從顯示廣告網站的流量產生任何收益。收益只在使用者點擊廣告本身時才產生。

### 關鍵字點擊付費
廣告者間對「關鍵字」──可能是單字或者詞組，也可包括產品型號──互相競標。結果是當使用者搜尋某特別的單字或詞組時，適當反映競標價的廣告者超連結列表將會出現。關鍵字，亦被稱做搜尋詞，是每點擊付費廣告的核心。這些搜尋詞被廣告者們視為高價商業機密般守護著，而許多公司提供軟體或者服務幫助廣告者開發關鍵字對策。另一方面，內容匹配技術將散佈關鍵字廣告到搜尋引擎的合夥站點以及/或者與搜尋引擎有散佈協議的出版商處。
截至2007年止，著名的PPC關鍵字搜尋引擎包括： Google AdWords、雅虎搜尋行銷、微軟adCenter、Ask、LookSmart、Miva、Yandex與百度。

### 線上比價購物引擎
「產品」引擎讓廣告者提供它們資料庫的「產品摘要」(feeds)。當使用者搜尋某個產品時，連結到不同的廣告者的相同產品將會依照廣告者預標高低出現，不過它可讓使用者按照價格排序並點擊購買。這些引擎亦稱為產品比較引擎或者價格比較引擎。
許多線上比價購物引擎利用 PPC 模型並制定價格表。而其他並不對列表收費，不過仍需要一份有效的產品摘要才能工作。
其他值得參考的 PPC 產品搜尋引擎包括：Shopzilla、NexTag與Shopping.com。

### 服務性PPC
「服務性」引擎讓廣告者提供它們服務資料庫的摘要，當使用者搜尋某種服務時，連結到不同的廣告者的相同服務將會依照廣告者預標高低出現，不過它可讓使用者按照價格或其他方法排序。許多產品的 PPC 拓展它們的業務到服務領域，而其他服務性搜尋引擎則針對特定的垂直市場提供加值服務。
其他值得參考的 PPC 服務搜尋引擎包括：NexTag與TripAdvisor。

### 論通付費 (Pay per call)
類似於點擊付費，論通付費是種商業模型，描述的是出版商讓廣告一覽表服務列於搜尋引擎和線上目錄上，而廣告主根據這一覽表產生的每通電話對出版商付費。「論通付費」有時會與「點擊撥通」(click to call)混淆。點擊撥通與電話追蹤兩者，是達成「論通付費」的主要背景技術。
根據 Kelsey Group 的研究，論通付費市場將於2010年到達美金37億。

## 歷史
於1998年2月，Goto.com──當時僅有員工25人的草創企業，即後來的序曲公司，現今雅虎的部分──的布路爾 (Jeffrey Brewer) 於美國加州的TED8會議上展示了 PPC 搜尋引擎概念驗證。此驗證與隨後的會議結果產生了PPC廣告系統。發明PPC模型的榮譽一般頒給Idealab與Goto.com創始人格羅斯(Bill Gross)。
Google 於1999年12月開始其搜尋引擎廣告。直到2000年10月採用adwords系統才開始正式營運。這讓廣告者創造它們自己的文字廣告以放到搜尋引擎裡。然而PPC一直到2002年才引入。在這之前，廣告都是以千次印象成本計費。Yahoo廣告自其1998年開始營運以來就一直是PPC。

## PPC在台灣
早期台灣以Overture (香港商序曲股份有限公司) 的名義提供關鍵字廣告服務。雅虎收購 Overture 後，台灣雅虎奇摩也跟隨雅虎全球的腳步，將品牌從 Overture 改變為雅虎搜尋行銷。雅虎奇摩從西元2004年開始積極推廣搜尋行銷服務。雅虎奇摩的用戶除可以線上直接加入外，用戶還可以透過雅虎奇摩授權的經銷商取得關鍵字廣告服務。2007年下半年，品牌從『雅虎搜尋行銷』再改為『雅虎關鍵字廣告』。
Google於2007年將AdWords廣告代理制度引進台灣，將提供中小企業網路廣告設計、監控、諮詢及帳務等服務。於是台灣地區的企業主，開始可以得到Google AdWords的授權代理商(核心合作夥伴、合作夥伴計畫)服務支援。授權代理商的制度是Google在亞洲首次嘗試的業務拓展模式，以往全球的一般民眾使用AdWords，可以在Google首頁的廣告服務連結，自行上線操作AdWords；但礙於操作的學習門檻，一般資訊能力較缺乏的使用者，可能在AdWords的使用上有障礙，單單僅透過Google的線上客服，以E-mail書信來回並不能有效的解決大部分的使用者問題，於是類似資訊支援服務的經銷商Google 合作夥伴計劃便因應而生。
Yahoo雅虎台灣於2013年下半年度由bing公司接手雅虎台灣的關鍵字廣告營運。Bing於2016年6月起將關鍵字廣告營運轉回Yahoo雅虎台灣。

## 另見
- 網路行銷
- 線上廣告
- 互動式廣告
- CTR - 點閱率
- CPT - 千次印象成本
- CPI - 每印象成本
- CPA - 每行動成本
- 搜尋引擎行銷
- 搜尋引擎最佳化
- 點擊欺詐
- 廣告欺詐